# Peter Stocker
Peter Stocker (* 30. Juni 1953 in Burgkirchen) ist ein ehemaliger deutscher Fußballspieler.

## Karriere
Der 180 cm große Peter Stocker begann seine Karriere im Vereinsfußball beim SV Gendorf und wechselte später zu Wacker Burghausen.
Von 1975 bis 1983 spielte Stocker für den 1. FC Nürnberg in der Bundesliga und 2. Bundesliga Süd. 1978 stieg er mit Nürnberg in die Bundesliga auf und brachte es bis 1983 auf 118 Bundesligaspiele (2 Tore) für den FCN. Stocker stieg 1979 mit den Nürnbergern wieder in die 2. Bundesliga Süd ab. Nur ein Jahr später schaffte man den direkten Wiederaufstieg. Stocker spielte noch weitere drei Jahre als Profi beim 1. FC Nürnberg in der Bundesliga. 1982 stand er mit dem FCN im Endspiel des DFB-Pokal, man verlor mit 2:4 gegen den FC Bayern München. Insgesamt kam er in seiner Profikarriere auf 118 Spiele (2 Tore) in der Bundesliga und 131 Spiele (6 Tore) in der 2. Bundesliga Süd.
1983 ging er zurück zu Wacker Burghausen.

## Privat
Peter Stocker beteiligte sich nach seiner Karriere im Vereinsfußball im Inneneinrichtungsbetrieb seiner Eltern in Burgkirchen an der Alz und führte das damalige Geschäft unter der Marke „Domicil“ weiter. Seit 2013 leitet seine Tochter Katharina Stocker das Einrichtungshaus Stocker in Erlangen.